# Carex impura
Espèce
Classification phylogénétique
Carex impura est une espèce des plantes du genre Carex et de la famille des Cyperaceae.